# Aris Serwetalis
Aris Serwetalis (gr. Άρης Σερβετάλης, ur. 21 grudnia 1976 w Atenach) – grecki aktor.

## Kariera
Urodził się w Atenach 21 grudnia 1976 roku. W 2001 wystąpił w serialu Eisai to tairi mou. W 2005 zagrał w greckim filmie dramatycznym Kinetta w reżyserii Jorgosa Lantimosa, w 2008 w komedii kryminalnej Małe grzeszki w reżyserii Christosa Georgiou, zaś w 2011 w Alpach w reżyserii Jorgosa Lantimosa. W 2018 Steve Krikris powierzył mu główną rolę w dreszczowcu Kelner. Za te rolę aktor został nagrodzony podczas Międzynarodowego Festiwalu Filmowego w Pekinie w 2019 roku. Za tę samą rolę nagrodziła go też Gildia Reżyserów Greckich w 2018 roku.